# Thessalia sinefasciata
Thessalia sinefasciata är en fjärilsart som beskrevs av Williams 1914. Thessalia sinefasciata ingår i släktet Thessalia och familjen praktfjärilar. Inga underarter finns listade i Catalogue of Life.